# Las Mercedes (Las Mercedes)
Pour les articles homonymes, voir Mercedes.
Las Mercedes est l'une des trois paroisses civiles de la municipalité de Las Mercedes dans l'État de Guárico au Venezuela. Sa capitale est Las Mercedes, chef-lieu de la municipalité.

## Géographie

### Démographie
Hormis sa capitale Las Mercedes, chef-lieu de la municipalité, la paroisse civile comporte plusieurs localités, dont :
- Chaparro Gacho
- Las Mercedes